# Categoría Primera A (2014)
I liga kolumbijska w piłce nożnej (2014)
Mistrzem Kolumbii turnieju Apertura został klub Atlético Nacional, natomiast wicemistrzem Kolumbii - klub Atlético Junior.
Mistrzem Kolumbii turnieju Finalización został klub Independiente Santa Fe, natomiast wicemistrzem Kolumbii - klub Independiente Medellín.
Do Copa Libertadores w roku 2015 zakwalifikowały się następujące kluby:
- Atlético Nacional (mistrz Apertura)
- Independiente Santa Fe (mistrz Finalización)
- Once Caldas (najlepszy w Reclasificación 2014)

Do Copa Sudamericana w roku 2015 zakwalifikowały się następujące kluby:
- Tolima Ibagué (Copa Colombia 2014)
- Independiente Santa Fe (1. miejsce w Reclasificación 2014)
- Águilas Doradas Rionegro (4. miejsce w Reclasificación 2014)
- Atlético Junior (5. miejsce w Reclasificación 2014)

Kluby, które spadły do II ligi:
- Fortaleza Zipaquirá (ostatni w tabeli spadkowej)

Na miejsce spadkowiczów awansowały z drugiej ligi następujące kluby:
- Jaguares de Córdoba Montería - mistrz II ligi
- Cúcuta - turniej promocyjny
- Deportivo Tuluá - turniej promocyjny

I liga powiększona została z 18 do 20 drużyn.

## Torneo Apertura 2014

### Apertura 1
| Data             | Mecz                                                      |
| ---------------- | --------------------------------------------------------- |
| 24 stycznia 2014 | Independiente Santa Fe - Itagüí Ditaires 3:0              |
| 24 stycznia 2014 | La Equidad Bogotá - Alianza Petrolera Barrancabermeja 1:1 |
| 25 stycznia 2014 | Atlético Huila - Atlético Junior 2:3                      |
| 25 stycznia 2014 | Envigado - Millonarios FC 1:2                             |
| 25 stycznia 2014 | Once Caldas - Fortaleza Zipaquirá 3:1                     |
| 25 stycznia 2014 | Uniautónoma Barranquilla - Tolima Ibagué 3:2              |
| 26 stycznia 2014 | Atlético Nacional - Independiente Medellín 3:1            |
| 26 stycznia 2014 | Boyacá Chicó Tunja - Deportivo Cali 2:1                   |
| 26 stycznia 2014 | Deportivo Pasto - Patriotas Tunja 3:1                     |

### Apertura 2
| Data             | Mecz                                                       |
| ---------------- | ---------------------------------------------------------- |
| 31 stycznia 2014 | Patriotas Tunja - Once Caldas 0:0                          |
| 31 stycznia 2014 | Independiente Medellín - Deportivo Pasto 2:0               |
| 1 lutego 2014    | Atlético Junior - Uniautónoma Barranquilla 1:1             |
| 1 lutego 2014    | Fortaleza Zipaquirá - Independiente Santa Fe 1:2           |
| 1 lutego 2014    | Alianza Petrolera Barrancabermeja - Boyacá Chicó Tunja 1:2 |
| 1 lutego 2014    | Tolima Ibagué - Envigado 2:4                               |
| 2 lutego 2014    | Itagüí Ditaires - Atlético Huila 2:1                       |
| 2 lutego 2014    | Deportivo Cali - Atlético Nacional 0:3                     |
| 2 lutego 2014    | Millonarios FC - La Equidad Bogotá 0:1                     |

### Apertura 3
| Data          | Mecz                                                      |
| ------------- | --------------------------------------------------------- |
| 4 lutego 2014 | Once Caldas - Independiente Medellín 2:2                  |
| 5 lutego 2014 | Envigado - Uniautónoma Barranquilla 1:0                   |
| 5 lutego 2014 | La Equidad Bogotá - Tolima Ibagué 0:2                     |
| 5 lutego 2014 | Deportivo Pasto - Deportivo Cali 1:1                      |
| 5 lutego 2014 | Independiente Santa Fe - Patriotas Tunja 1:0              |
| 6 lutego 2014 | Atlético Nacional - Alianza Petrolera Barrancabermeja 5:1 |
| 6 lutego 2014 | Atlético Huila - Fortaleza Zipaquirá 3:1                  |
| 6 lutego 2014 | Boyacá Chicó Tunja - Millonarios FC 1:0                   |
| 6 lutego 2014 | Atlético Junior - Itagüí Ditaires 2:0                     |

### Apertura 4
| Data           | Mecz                                                    |
| -------------- | ------------------------------------------------------- |
| 8 lutego 2014  | Independiente Medellín - Independiente Santa Fe 0:2     |
| 8 lutego 2014  | Deportivo Cali - Once Caldas 0:1                        |
| 8 lutego 2014  | Envigado - La Equidad Bogotá 1:3                        |
| 9 lutego 2014  | Uniautónoma Barranquilla - Itagüí Ditaires 1:1          |
| 9 lutego 2014  | Alianza Petrolera Barrancabermeja - Deportivo Pasto 1:1 |
| 9 lutego 2014  | Millonarios FC - Atlético Nacional 3:1                  |
| 9 lutego 2014  | Tolima Ibagué - Boyacá Chicó Tunja 1:0                  |
| 10 lutego 2014 | Fortaleza Zipaquirá - Atlético Junior 0:0               |
| 10 lutego 2014 | Patriotas Tunja - Atlético Huila 3:1                    |

### Apertura 5
| Data           | Mecz                                                |
| -------------- | --------------------------------------------------- |
| 14 lutego 2014 | Boyacá Chicó Tunja - Envigado 2:0                   |
| 14 lutego 2014 | Atlético Huila - Independiente Medellín 1:1         |
| 15 lutego 2014 | La Equidad Bogotá - Uniautónoma Barranquilla 0:0    |
| 15 lutego 2014 | Deportivo Pasto - Millonarios FC 1:1                |
| 15 lutego 2014 | Independiente Santa Fe - Deportivo Cali 0:0         |
| 15 lutego 2014 | Itagüí Ditaires - Fortaleza Zipaquirá 2:1           |
| 16 lutego 2014 | Once Caldas - Alianza Petrolera Barrancabermeja 2:1 |
| 16 lutego 2014 | Atlético Junior - Patriotas Tunja 1:0               |
| 16 lutego 2014 | Atlético Nacional - Tolima Ibagué 2:0               |

### Apertura 6
| Data           | Mecz                                                           |
| -------------- | -------------------------------------------------------------- |
| 18 lutego 2014 | Uniautónoma Barranquilla - Fortaleza Zipaquirá 0:1             |
| 18 lutego 2014 | La Equidad Bogotá - Boyacá Chicó Tunja 1:0                     |
| 19 lutego 2014 | Alianza Petrolera Barrancabermeja - Independiente Santa Fe 1:2 |
| 19 lutego 2014 | Patriotas Tunja - Itagüí Ditaires 1:0                          |
| 19 lutego 2014 | Millonarios FC - Once Caldas 1:1                               |
| 19 lutego 2014 | Envigado - Atlético Nacional 2:3                               |
| 20 lutego 2014 | Tolima Ibagué - Deportivo Pasto 1:1                            |
| 20 lutego 2014 | Independiente Medellín - Atlético Junior 2:2                   |
| 5 marca 2014   | Deportivo Cali - Atlético Huila 1:0                            |

### Apertura 7
| Data           | Mecz                                                   |
| -------------- | ------------------------------------------------------ |
| 22 lutego 2014 | Fortaleza Zipaquirá - Patriotas Tunja 2:2              |
| 22 lutego 2014 | Atlético Huila - Alianza Petrolera Barrancabermeja 3:0 |
| 22 lutego 2014 | Independiente Santa Fe - Millonarios FC 0:1            |
| 22 lutego 2014 | Boyacá Chicó Tunja - Uniautónoma Barranquilla 3:2      |
| 22 lutego 2014 | Atlético Nacional - La Equidad Bogotá 1:2              |
| 23 lutego 2014 | Deportivo Pasto - Envigado 1:2                         |
| 23 lutego 2014 | Itagüí Ditaires - Independiente Medellín 1:1           |
| 23 lutego 2014 | Once Caldas - Tolima Ibagué 3:0                        |
| 23 lutego 2014 | Atlético Junior - Deportivo Cali 1:0                   |

### Apertura 8
| Data           | Mecz                                                    |
| -------------- | ------------------------------------------------------- |
| 25 lutego 2014 | Uniautónoma Barranquilla - Patriotas Tunja 2:0          |
| 25 lutego 2014 | Millonarios FC - Atlético Huila 2:2                     |
| 26 lutego 2014 | Envigado - Once Caldas 2:1                              |
| 26 lutego 2014 | Independiente Medellín - Fortaleza Zipaquirá 3:3        |
| 26 lutego 2014 | La Equidad Bogotá - Deportivo Pasto 1:1                 |
| 27 lutego 2014 | Alianza Petrolera Barrancabermeja - Atlético Junior 1:0 |
| 27 lutego 2014 | Deportivo Cali - Itagüí Ditaires 2:3                    |
| 6 marca 2014   | Tolima Ibagué - Independiente Santa Fe 0:0              |
| 7 marca 2014   | Boyacá Chicó Tunja - Atlético Nacional 1:2              |

### Apertura 9
| Data          | Mecz                                                |
| ------------- | --------------------------------------------------- |
| 1 marca 2014  | Fortaleza Zipaquirá - La Equidad Bogotá 1:1         |
| 1 marca 2014  | Patriotas Tunja - Boyacá Chicó Tunja 2:1            |
| 1 marca 2014  | Independiente Medellín - Atlético Nacional 0:2      |
| 2 marca 2014  | Tolima Ibagué - Atlético Huila 1:1                  |
| 2 marca 2014  | Alianza Petrolera Barrancabermeja - Once Caldas 0:2 |
| 2 marca 2014  | Itagüí Ditaires - Envigado 1:0                      |
| 2 marca 2014  | Deportivo Cali - Deportivo Pasto 2:2                |
| 2 marca 2014  | Millonarios FC - Independiente Santa Fe 2:1         |
| 27 marca 2014 | Uniautónoma Barranquilla - Atlético Junior 1:2      |

### Apertura 10
| Data          | Mecz                                                    |
| ------------- | ------------------------------------------------------- |
| 4 marca 2014  | Atlético Nacional - Uniautónoma Barranquilla 3:1        |
| 10 marca 2014 | Fortaleza Zipaquirá - Deportivo Cali 0:0                |
| 11 marca 2014 | Atlético Junior - Millonarios FC 0:1                    |
| 11 marca 2014 | Deportivo Pasto - Boyacá Chicó Tunja 0:0                |
| 12 marca 2014 | Itagüí Ditaires - Alianza Petrolera Barrancabermeja 1:2 |
| 12 marca 2014 | Once Caldas - La Equidad Bogotá 0:0                     |
| 13 marca 2014 | Atlético Huila - Tolima Ibagué 2:0                      |
| 13 marca 2014 | Patriotas Tunja - Independiente Medellín 1:0            |
| 26 marca 2014 | Independiente Santa Fe - Envigado 0:1                   |

### Apertura 11
| Data          | Mecz                                                        |
| ------------- | ----------------------------------------------------------- |
| 14 marca 2014 | Atlético Nacional - Deportivo Pasto 1:1                     |
| 15 marca 2014 | Alianza Petrolera Barrancabermeja - Fortaleza Zipaquirá 1:0 |
| 15 marca 2014 | La Equidad Bogotá - Independiente Santa Fe 0:2              |
| 15 marca 2014 | Boyacá Chicó Tunja - Once Caldas 1:1                        |
| 16 marca 2014 | Uniautónoma Barranquilla - Independiente Medellín 4:2       |
| 16 marca 2014 | Deportivo Cali - Patriotas Tunja 2:1                        |
| 16 marca 2014 | Millonarios FC - Itagüí Ditaires 3:0                        |
| 16 marca 2014 | Tolima Ibagué - Atlético Junior 3:1                         |
| 16 marca 2014 | Envigado - Atlético Huila 2:0                               |

### Apertura 12
| Data          | Mecz                                                    |
| ------------- | ------------------------------------------------------- |
| 21 marca 2014 | Atlético Huila - La Equidad Bogotá 0:1                  |
| 22 marca 2014 | Once Caldas - Atlético Nacional 0:0                     |
| 22 marca 2014 | Independiente Santa Fe - Boyacá Chicó Tunja 0:0         |
| 22 marca 2014 | Itagüí Ditaires - Tolima Ibagué 1:0                     |
| 22 marca 2014 | Patriotas Tunja - Alianza Petrolera Barrancabermeja 3:3 |
| 23 marca 2014 | Deportivo Pasto - Uniautónoma Barranquilla 4:0          |
| 23 marca 2014 | Atlético Junior - Envigado 1:0                          |
| 23 marca 2014 | Fortaleza Zipaquirá - Millonarios FC 0:1                |
| 23 marca 2014 | Independiente Medellín - Deportivo Cali 2:0             |

### Apertura 13
| Data          | Mecz                                                           |
| ------------- | -------------------------------------------------------------- |
| 28 marca 2014 | Deportivo Pasto - Once Caldas 3:2                              |
| 29 marca 2014 | Alianza Petrolera Barrancabermeja - Independiente Medellín 2:1 |
| 29 marca 2014 | Millonarios FC - Patriotas Tunja 4:0                           |
| 29 marca 2014 | Boyacá Chicó Tunja - Atlético Huila 1:0                        |
| 29 marca 2014 | Atlético Nacional - Independiente Santa Fe 2:2                 |
| 30 marca 2014 | Uniautónoma Barranquilla - Deportivo Cali 0:2                  |
| 30 marca 2014 | Tolima Ibagué - Fortaleza Zipaquirá 1:1                        |
| 30 marca 2014 | Envigado - Itagüí Ditaires 1:0                                 |
| 30 marca 2014 | La Equidad Bogotá - Atlético Junior 0:1                        |

### Apertura 14
| Data            | Mecz                                                   |
| --------------- | ------------------------------------------------------ |
| 26 marca 2014   | Atlético Huila - Atlético Nacional 2:0                 |
| 1 kwietnia 2014 | Independiente Santa Fe - Deportivo Pasto 3:2           |
| 1 kwietnia 2014 | Independiente Medellín - Millonarios FC 2:1            |
| 2 kwietnia 2014 | Once Caldas - Uniautónoma Barranquilla 3:1             |
| 2 kwietnia 2014 | Atlético Junior - Boyacá Chicó Tunja 2:1               |
| 2 kwietnia 2014 | Deportivo Cali - Alianza Petrolera Barrancabermeja 1:2 |
| 3 kwietnia 2014 | Itagüí Ditaires - La Equidad Bogotá 3:1                |
| 3 kwietnia 2014 | Fortaleza Zipaquirá - Envigado 2:1                     |
| 3 kwietnia 2014 | Patriotas Tunja - Tolima Ibagué 1:2                    |

### Apertura 15
| Data            | Mecz                                                             |
| --------------- | ---------------------------------------------------------------- |
| 5 kwietnia 2014 | Deportivo Pasto - Atlético Huila 5:1                             |
| 5 kwietnia 2014 | Millonarios FC - Deportivo Cali 1:0                              |
| 5 kwietnia 2014 | Uniautónoma Barranquilla - Alianza Petrolera Barrancabermeja 0:2 |
| 5 kwietnia 2014 | Atlético Nacional - Atlético Junior 1:0                          |
| 6 kwietnia 2014 | La Equidad Bogotá - Fortaleza Zipaquirá 1:1                      |
| 6 kwietnia 2014 | Once Caldas - Independiente Santa Fe 1:1                         |
| 6 kwietnia 2014 | Boyacá Chicó Tunja - Itagüí Ditaires 0:1                         |
| 6 kwietnia 2014 | Envigado - Patriotas Tunja 2:2                                   |
| 6 kwietnia 2014 | Tolima Ibagué - Independiente Medellín 1:1                       |

### Apertura 16
| Data             | Mecz                                                   |
| ---------------- | ------------------------------------------------------ |
| 8 kwietnia 2014  | Alianza Petrolera Barrancabermeja - Millonarios FC 2:1 |
| 8 kwietnia 2014  | Atlético Junior - Deportivo Pasto 1:0                  |
| 9 kwietnia 2014  | Patriotas Tunja - La Equidad Bogotá 1:2                |
| 9 kwietnia 2014  | Atlético Huila - Once Caldas 2:0                       |
| 9 kwietnia 2014  | Fortaleza Zipaquirá - Boyacá Chicó Tunja 0:0           |
| 10 kwietnia 2014 | Deportivo Cali - Tolima Ibagué 2:0                     |
| 10 kwietnia 2014 | Independiente Medellín - Envigado 3:2                  |
| 16 kwietnia 2014 | Independiente Santa Fe - Uniautónoma Barranquilla 2:2  |
| 16 kwietnia 2014 | Itagüí Ditaires - Atlético Nacional 1:1                |

### Apertura 17
| Data             | Mecz                                                  |
| ---------------- | ----------------------------------------------------- |
| 11 kwietnia 2014 | Deportivo Pasto - Itagüí Ditaires 1:2                 |
| 12 kwietnia 2014 | Once Caldas - Atlético Junior 3:0                     |
| 12 kwietnia 2014 | Uniautónoma Barranquilla - Millonarios FC 1:0         |
| 12 kwietnia 2014 | Boyacá Chicó Tunja - Patriotas Tunja 3:0              |
| 13 kwietnia 2014 | Independiente Santa Fe - Atlético Huila 2:1           |
| 13 kwietnia 2014 | Tolima Ibagué - Alianza Petrolera Barrancabermeja 1:2 |
| 13 kwietnia 2014 | Envigado - Deportivo Cali 3:1                         |
| 13 kwietnia 2014 | La Equidad Bogotá - Independiente Medellín 2:1        |
| 13 kwietnia 2014 | Atlético Nacional - Fortaleza Zipaquirá 4:3           |

### Apertura 18
| Data             | Mecz                                             |
| ---------------- | ------------------------------------------------ |
| 19 kwietnia 2014 | Atlético Huila - Uniautónoma Barranquilla 1:1    |
| 19 kwietnia 2014 | Patriotas Tunja - Atlético Nacional 2:1          |
| 19 kwietnia 2014 | Millonarios FC - Tolima Ibagué 3:1               |
| 20 kwietnia 2014 | Atlético Junior - Independiente Santa Fe 2:1     |
| 20 kwietnia 2014 | Itagüí Ditaires - Once Caldas 2:2                |
| 20 kwietnia 2014 | Fortaleza Zipaquirá - Deportivo Pasto 4:1        |
| 20 kwietnia 2014 | Deportivo Cali - La Equidad Bogotá 1:0           |
| 20 kwietnia 2014 | Independiente Medellín - Boyacá Chicó Tunja 2:1  |
| 20 kwietnia 2014 | Alianza Petrolera Barrancabermeja - Envigado 0:2 |

### Tabela końcowa turnieju Apertura 2014
| Poz | Klub                              | Mecze | Zw | Rem | Por | Pkt | BrZd | BrStr |
| --- | --------------------------------- | ----- | -- | --- | --- | --- | ---- | ----- |
| 1   | Atlético Nacional                 | 18    | 10 | 4   | 4   | 34  | 35   | 22    |
| 2   | Millonarios FC                    | 18    | 10 | 3   | 5   | 33  | 27   | 15    |
| 3   | Atlético Junior                   | 18    | 10 | 3   | 5   | 33  | 20   | 17    |
| 4   | Independiente Santa Fe            | 18    | 8  | 6   | 4   | 30  | 24   | 16    |
| 5   | Once Caldas                       | 18    | 7  | 8   | 3   | 29  | 27   | 17    |
| 6   | Envigado                          | 18    | 9  | 1   | 8   | 28  | 27   | 24    |
| 7   | Itagüí Ditaires                   | 18    | 8  | 4   | 6   | 28  | 21   | 23    |
| 8   | La Equidad Bogotá                 | 18    | 7  | 6   | 5   | 27  | 17   | 17    |
| 9   | Alianza Petrolera Barrancabermeja | 18    | 8  | 3   | 7   | 27  | 23   | 28    |
| 10  | Boyacá Chicó Tunja                | 18    | 7  | 4   | 7   | 25  | 19   | 16    |
| 11  | Independiente Medellín            | 18    | 5  | 6   | 7   | 21  | 26   | 30    |
| 12  | Deportivo Pasto                   | 18    | 4  | 8   | 6   | 20  | 28   | 26    |
| 13  | Atlético Huila                    | 18    | 5  | 4   | 9   | 19  | 23   | 26    |
| 14  | Deportivo Cali                    | 18    | 5  | 4   | 9   | 19  | 16   | 22    |
| 15  | Patriotas Tunja                   | 18    | 5  | 4   | 9   | 19  | 20   | 30    |
| 16  | Fortaleza Zipaquirá               | 18    | 3  | 8   | 7   | 17  | 22   | 26    |
| 17  | Uniautónoma Barranquilla          | 18    | 4  | 5   | 9   | 17  | 20   | 30    |
| 18  | Tolima Ibagué                     | 18    | 4  | 5   | 9   | 17  | 18   | 28    |

### 1/4 finału
| Data             | Mecz                                                                   |
| ---------------- | ---------------------------------------------------------------------- |
| 26 kwietnia 2014 | Once Caldas - Independiente Santa Fe 1:4                               |
| 26 kwietnia 2014 | Envigado - Atlético Nacional 1:4                                       |
| 27 kwietnia 2014 | Itagüí Ditaires - Atlético Junior 1:1                                  |
| 27 kwietnia 2014 | La Equidad Bogotá - Millonarios FC 0:1                                 |
| 3 maja 2014      | Millonarios FC - La Equidad Bogotá 1:1 awans: Millonarios              |
| 3 maja 2014      | Atlético Junior - Itagüí Ditaires 2:1 awans: Atlético Junior           |
| 4 maja 2014      | Atlético Nacional - Envigado 2:1 awans: Atlético Nacional              |
| 4 maja 2014      | Independiente Santa Fe - Once Caldas 1:2 awans: Independiente Santa Fe |

### 1/2 finału
| Data         | Mecz                                                                    |
| ------------ | ----------------------------------------------------------------------- |
| 7 maja 2014  | Atlético Junior - Millonarios FC 0:0                                    |
| 7 maja 2014  | Independiente Santa Fe - Atlético Nacional 1:0                          |
| 11 maja 2014 | Millonarios FC - Atlético Junior 0:0, karne 4:5 awans: Atlético Junior  |
| 11 maja 2014 | Atlético Nacional - Independiente Santa Fe 2:0 awans: Atlético Nacional |

### Apertura Finalisima
| Atlético Junior - Atlético Nacional 1:0 i 1:2, karne 2:4 |
| 18 maja 2014 Atlético Junior - Atlético Nacional 1:0 (0:0) Sędzia: Luis Sánchez Bramki: 1:0 Edison Toloza 55 Corporación Popular Deportiva Junior (trener Julio Comesaña): Sebastián Viera (k) - Andrés Correa, César Fawcett, William Tesillo, Guillermo Celis - Jossymar Gómez (73 Michael Balanta), Jhonny Vásquez, Luis Narváez, Vladimir Hernández (73 Martín Arzuaga) - Edison Toloza, Luis Quiñónes (80 Jorge Aguirre) Corporación Deportiva Club Atlético Nacional (trener Juan Carlos Osorio): Franco Armani - Alexis Henriquez, Farid Díaz (77 Sebastián Pérez), Francisco Nájera, Óscar Murillo - Alexander Mejía (k), Diego Arias (57 Jhon Valoy), Edwin Cardona, Juan David Valencia - Wilder Guisao, Luis Páez (66 Santiago Tréllez) |
| 21 maja 2014 Atlético Nacional - Atlético Junior 2:1 (1:1), karne 4:2 Sędzia: Ímer Machado Bramki: 1:0 Alexis Henríquez 2, 1:1 Edison Toloza 17, 2:1 Jhon Valoy 93 Karne: 0:1 Juan Guillermo Domínguez, 1:1 Juan David Valencia, (1:1) Sebastián Viera, 2:1 Edwin Cardona, 2:2 Luis Narváez, 3:2 Daniel Bocanegra, (3:2) Jhonny Vásquez, 4:2 Alejandro Bernal Corporación Deportiva Club Atlético Nacional (trener Juan Carlos Osorio): Franco Armani - Óscar Murillo, Alexis Henríquez (k, 46 Wilder Guisao), Daniel Bocanegra, Farid Díaz (64 Jhon Valoy) - Alejandro Bernal, Jairo Palomino (75 Juan Pablo Ángel), Edwin Cardona, Juan David Valencia, Sherman Cárdenas - Jefferson Duque Corporación Popular Deportiva Junior (trener Julio Comesaña): Sebastián Viera (k) - César Fawcett (59 Andrés González), Juan Guillermo Domínguez, Samuel Vanegas, William Tesillo - Guillermo Celis, Jossymar Gómez, Jhonny Vásquez, Luis Narváez, Jorge Aguirre (72 Yhonny Ramírez) - Edison Toloza (39 Michael Balanta) |

Mistrzem Kolumbii turnieju Apertura został klub Atlético Nacional, natomiast wicemistrzem - klub Atlético Junior.

## Torneo Finalización 2014

### Finalización 1
| Data            | Mecz                                                      |
| --------------- | --------------------------------------------------------- |
| 18 lipca 2014   | Patriotas Tunja - Deportivo Pasto 3:0                     |
| 19 lipca 2014   | Deportivo Cali - Boyacá Chicó Tunja 0:1                   |
| 19 lipca 2014   | Millonarios FC - Envigado 2:1                             |
| 19 lipca 2014   | Independiente Medellín - Atlético Nacional 1:0            |
| 20 lipca 2014   | Tolima Ibagué - Uniautónoma Barranquilla 2:0              |
| 20 lipca 2014   | Fortaleza Zipaquirá - Once Caldas 0:1                     |
| 3 września 2014 | Águilas Doradas Rionegro - Independiente Santa Fe 2:1     |
| 3 września 2014 | Atlético Junior - Atlético Huila 4:3                      |
| 4 września 2014 | Alianza Petrolera Barrancabermeja - La Equidad Bogotá 3:1 |

### Finalización 2
| Data          | Mecz                                                       |
| ------------- | ---------------------------------------------------------- |
| 26 lipca 2014 | Uniautónoma Barranquilla - Atlético Junior 2:4             |
| 26 lipca 2014 | Atlético Huila - Águilas Doradas Rionegro 1:3              |
| 26 lipca 2014 | Deportivo Pasto - Independiente Medellín 0:0               |
| 26 lipca 2014 | La Equidad Bogotá - Millonarios FC 0:1                     |
| 26 lipca 2014 | Envigado - Tolima Ibagué 0:0                               |
| 27 lipca 2014 | Independiente Santa Fe - Fortaleza Zipaquirá 2:0           |
| 27 lipca 2014 | Once Caldas - Patriotas Tunja 2:0                          |
| 27 lipca 2014 | Atlético Nacional - Deportivo Cali 2:2                     |
| 27 lipca 2014 | Boyacá Chicó Tunja - Alianza Petrolera Barrancabermeja 1:0 |

### Finalización 3
| Data            | Mecz                                                      |
| --------------- | --------------------------------------------------------- |
| 2 sierpnia 2014 | Fortaleza Zipaquirá - Atlético Huila 1:1                  |
| 2 sierpnia 2014 | Uniautónoma Barranquilla - Envigado 0:2                   |
| 2 sierpnia 2014 | Patriotas Tunja - Independiente Santa Fe 0:0              |
| 2 sierpnia 2014 | Águilas Doradas Rionegro - Atlético Junior 0:0            |
| 2 sierpnia 2014 | Millonarios FC - Boyacá Chicó Tunja 1:1                   |
| 3 sierpnia 2014 | Alianza Petrolera Barrancabermeja - Atlético Nacional 1:1 |
| 3 sierpnia 2014 | Deportivo Cali - Deportivo Pasto 2:0                      |
| 3 sierpnia 2014 | Independiente Medellín - Once Caldas 1:3                  |
| 3 sierpnia 2014 | Tolima Ibagué - La Equidad Bogotá 2:1                     |

### Finalización 4
| Data             | Mecz                                                    |
| ---------------- | ------------------------------------------------------- |
| 9 sierpnia 2014  | Águilas Doradas Rionegro - Uniautónoma Barranquilla 2:0 |
| 9 sierpnia 2014  | Atlético Huila - Patriotas Tunja 4:1                    |
| 9 sierpnia 2014  | Independiente Santa Fe - Independiente Medellín 2:1     |
| 9 sierpnia 2014  | Deportivo Pasto - Alianza Petrolera Barrancabermeja 0:0 |
| 10 sierpnia 2014 | Atlético Nacional - Millonarios FC 5:0                  |
| 10 sierpnia 2014 | La Equidad Bogotá - Envigado 0:1                        |
| 10 sierpnia 2014 | Atlético Junior - Fortaleza Zipaquirá 1:3               |
| 10 sierpnia 2014 | Boyacá Chicó Tunja - Tolima Ibagué 0:1                  |
| 10 sierpnia 2014 | Once Caldas - Deportivo Cali 3:3                        |

### Finalización 5
| Data             | Mecz                                                |
| ---------------- | --------------------------------------------------- |
| 16 sierpnia 2014 | Envigado - Boyacá Chicó Tunja 2:2                   |
| 16 sierpnia 2014 | Fortaleza Zipaquirá - Águilas Doradas Rionegro 0:2  |
| 16 sierpnia 2014 | Tolima Ibagué - Atlético Nacional 1:1               |
| 16 sierpnia 2014 | Uniautónoma Barranquilla - La Equidad Bogotá 3:2    |
| 16 sierpnia 2014 | Millonarios FC - Deportivo Pasto 1:1                |
| 17 sierpnia 2014 | Alianza Petrolera Barrancabermeja - Once Caldas 1:0 |
| 17 sierpnia 2014 | Deportivo Cali - Independiente Santa Fe 2:0         |
| 17 sierpnia 2014 | Patriotas Tunja - Atlético Junior 0:0               |
| 17 sierpnia 2014 | Independiente Medellín - Atlético Huila 4:1         |

### Finalización 6
| Data             | Mecz                                                           |
| ---------------- | -------------------------------------------------------------- |
| 23 sierpnia 2014 | Fortaleza Zipaquirá - Uniautónoma Barranquilla 1:1             |
| 23 sierpnia 2014 | Águilas Doradas Rionegro - Patriotas Tunja 2:3                 |
| 23 sierpnia 2014 | Atlético Nacional - Envigado 0:1                               |
| 23 sierpnia 2014 | Independiente Santa Fe - Alianza Petrolera Barrancabermeja 0:0 |
| 24 sierpnia 2014 | Boyacá Chicó Tunja - La Equidad Bogotá 5:1                     |
| 24 sierpnia 2014 | Atlético Junior - Independiente Medellín 0:1                   |
| 24 sierpnia 2014 | Atlético Huila - Deportivo Cali 0:1                            |
| 24 sierpnia 2014 | Once Caldas - Millonarios FC 1:1                               |
| 24 sierpnia 2014 | Deportivo Pasto - Tolima Ibagué 2:2                            |

### Finalización 7
| Data             | Mecz                                                   |
| ---------------- | ------------------------------------------------------ |
| 30 sierpnia 2014 | Alianza Petrolera Barrancabermeja - Atlético Huila 0:0 |
| 30 sierpnia 2014 | Uniautónoma Barranquilla - Boyacá Chicó Tunja 1:1      |
| 30 sierpnia 2014 | Patriotas Tunja - Fortaleza Zipaquirá 1:0              |
| 31 sierpnia 2014 | Tolima Ibagué - Once Caldas 3:3                        |
| 31 sierpnia 2014 | Envigado - Deportivo Pasto 1:2                         |
| 31 sierpnia 2014 | Deportivo Cali - Atlético Junior 1:0                   |
| 31 sierpnia 2014 | Independiente Medellín - Águilas Doradas Rionegro 3:0  |
| 31 sierpnia 2014 | Millonarios FC - Independiente Santa Fe 0:1            |
| 1 września 2014  | La Equidad Bogotá - Atlético Nacional 0:4              |

### Finalización 8
| Data            | Mecz                                                    |
| --------------- | ------------------------------------------------------- |
| 6 września 2014 | Patriotas Tunja - Uniautónoma Barranquilla 1:0          |
| 6 września 2014 | Fortaleza Zipaquirá - Independiente Medellín 2:3        |
| 6 września 2014 | Atlético Huila - Millonarios FC 1:0                     |
| 6 września 2014 | Independiente Santa Fe - Tolima Ibagué 5:0              |
| 6 września 2014 | Once Caldas - Envigado 2:1                              |
| 7 września 2014 | Águilas Doradas Rionegro - Deportivo Cali 0:1           |
| 7 września 2014 | Atlético Junior - Alianza Petrolera Barrancabermeja 0:1 |
| 7 września 2014 | Deportivo Pasto - La Equidad Bogotá 0:0                 |
| 7 września 2014 | Atlético Nacional - Boyacá Chicó Tunja 2:2              |

### Finalización 9
| Data             | Mecz                                                |
| ---------------- | --------------------------------------------------- |
| 12 września 2014 | Envigado - Águilas Doradas Rionegro 2:0             |
| 13 września 2014 | La Equidad Bogotá - Fortaleza Zipaquirá 0:0         |
| 13 września 2014 | Deportivo Pasto - Deportivo Cali 2:0                |
| 13 września 2014 | Independiente Santa Fe - Millonarios FC 4:1         |
| 13 września 2014 | Atlético Nacional - Independiente Medellín 1:0      |
| 14 września 2014 | Boyacá Chicó Tunja - Patriotas Tunja 1:1            |
| 14 września 2014 | Once Caldas - Alianza Petrolera Barrancabermeja 3:0 |
| 14 września 2014 | Atlético Huila - Tolima Ibagué 0:0                  |
| 14 września 2014 | Atlético Junior - Uniautónoma Barranquilla 3:1      |

### Finalización 10
| Data             | Mecz                                                             |
| ---------------- | ---------------------------------------------------------------- |
| 20 września 2014 | Boyacá Chicó Tunja - Deportivo Pasto 0:0                         |
| 20 września 2014 | Tolima Ibagué - Atlético Huila 1:5                               |
| 20 września 2014 | La Equidad Bogotá - Once Caldas 2:0                              |
| 20 września 2014 | Millonarios FC - Atlético Junior 0:0                             |
| 20 września 2014 | Independiente Medellín - Patriotas Tunja 3:1                     |
| 21 września 2014 | Alianza Petrolera Barrancabermeja - Águilas Doradas Rionegro 1:0 |
| 21 września 2014 | Uniautónoma Barranquilla - Atlético Nacional 0:3                 |
| 21 września 2014 | Envigado - Independiente Santa Fe 2:2                            |
| 21 września 2014 | Deportivo Cali - Fortaleza Zipaquirá 2:0                         |

### Finalización 11
| Data                 | Mecz                                                        |
| -------------------- | ----------------------------------------------------------- |
| 24 września 2014     | Independiente Medellín - Uniautónoma Barranquilla 1:0       |
| 24 września 2014     | Fortaleza Zipaquirá - Alianza Petrolera Barrancabermeja 2:1 |
| 24 września 2014     | Águilas Doradas Rionegro - Millonarios FC 4:2               |
| 24 września 2014     | Atlético Junior - Tolima Ibagué 1:0                         |
| 24 września 2014     | Atlético Huila - Envigado 1:1                               |
| 24 września 2014     | Independiente Santa Fe - La Equidad Bogotá 2:0              |
| 25 września 2014     | Patriotas Tunja - Deportivo Cali 1:0                        |
| 25 września 2014     | Once Caldas - Boyacá Chicó Tunja 4:1                        |
| 15 października 2014 | Deportivo Pasto - Atlético Nacional 2:1                     |

### Finalización 12
| Data             | Mecz                                                    |
| ---------------- | ------------------------------------------------------- |
| 27 września 2014 | Uniautónoma Barranquilla - Deportivo Pasto 1:1          |
| 27 września 2014 | La Equidad Bogotá - Atlético Huila 1:1                  |
| 27 września 2014 | Envigado - Atlético Junior 1:0                          |
| 27 września 2014 | Tolima Ibagué - Águilas Doradas Rionegro 2:0            |
| 27 września 2014 | Millonarios FC - Fortaleza Zipaquirá 4:0                |
| 28 września 2014 | Atlético Nacional - Once Caldas 0:0                     |
| 28 września 2014 | Boyacá Chicó Tunja - Independiente Santa Fe 1:2         |
| 28 września 2014 | Alianza Petrolera Barrancabermeja - Patriotas Tunja 1:1 |
| 28 września 2014 | Deportivo Cali - Independiente Medellín 1:1             |

### Finalización 13
| Data                | Mecz                                                           |
| ------------------- | -------------------------------------------------------------- |
| 3 października 2014 | Atlético Huila - Boyacá Chicó Tunja 2:0                        |
| 4 października 2014 | Águilas Doradas Rionegro - Envigado 1:0                        |
| 4 października 2014 | Independiente Medellín - Alianza Petrolera Barrancabermeja 1:2 |
| 4 października 2014 | Once Caldas - Deportivo Pasto 1:0                              |
| 4 października 2014 | Patriotas Tunja - Millonarios FC 0:3                           |
| 5 października 2014 | Atlético Junior - La Equidad Bogotá 1:0                        |
| 5 października 2014 | Deportivo Cali - Uniautónoma Barranquilla 0:4                  |
| 5 października 2014 | Independiente Santa Fe - Atlético Nacional 0:1                 |
| 5 października 2014 | Fortaleza Zipaquirá - Tolima Ibagué 1:1                        |

### Finalización 14
| Data                 | Mecz                                                   |
| -------------------- | ------------------------------------------------------ |
| 10 października 2014 | La Equidad Bogotá - Águilas Doradas Rionegro 0:0       |
| 11 października 2014 | Alianza Petrolera Barrancabermeja - Deportivo Cali 3:1 |
| 11 października 2014 | Millonarios FC - Independiente Medellín 1:4            |
| 11 października 2014 | Deportivo Pasto - Independiente Santa Fe 1:2           |
| 11 października 2014 | Uniautónoma Barranquilla - Once Caldas 0:0             |
| 12 października 2014 | Envigado - Fortaleza Zipaquirá 0:2                     |
| 12 października 2014 | Atlético Nacional - Atlético Huila 0:1                 |
| 12 października 2014 | Boyacá Chicó Tunja - Atlético Junior 2:0               |
| 12 października 2014 | Tolima Ibagué - Patriotas Tunja 1:1                    |

### Finalización 15
| Data                 | Mecz                                                             |
| -------------------- | ---------------------------------------------------------------- |
| 17 października 2014 | Fortaleza Zipaquirá - La Equidad Bogotá 3:0                      |
| 18 października 2014 | Alianza Petrolera Barrancabermeja - Uniautónoma Barranquilla 0:0 |
| 18 października 2014 | Independiente Medellín - Tolima Ibagué 2:3                       |
| 18 października 2014 | Patriotas Tunja - Envigado 2:1                                   |
| 18 października 2014 | Independiente Santa Fe - Once Caldas 0:0                         |
| 19 października 2014 | Águilas Doradas Rionegro - Boyacá Chicó Tunja 3:2                |
| 19 października 2014 | Deportivo Cali - Millonarios FC 4:3                              |
| 19 października 2014 | Atlético Huila - Deportivo Pasto 3:0                             |
| 19 października 2014 | Atlético Junior - Atlético Nacional 0:1                          |

### Finalización 16
| Data                 | Mecz                                                   |
| -------------------- | ------------------------------------------------------ |
| 24 października 2014 | Boyacá Chicó Tunja - Fortaleza Zipaquirá 0:0           |
| 25 października 2014 | La Equidad Bogotá - Patriotas Tunja 4:2                |
| 25 października 2014 | Atlético Nacional - Águilas Doradas Rionegro 2:0       |
| 25 października 2014 | Millonarios FC - Alianza Petrolera Barrancabermeja 2:0 |
| 25 października 2014 | Uniautónoma Barranquilla - Independiente Santa Fe 1:0  |
| 26 października 2014 | Envigado - Independiente Medellín 0:1                  |
| 26 października 2014 | Once Caldas - Atlético Huila 0:0                       |
| 26 października 2014 | Deportivo Pasto - Atlético Junior 3:3                  |
| 26 października 2014 | Tolima Ibagué - Deportivo Cali 2:3                     |

### Finalización 17
| Data             | Mecz                                                  |
| ---------------- | ----------------------------------------------------- |
| 1 listopada 2014 | Deportivo Cali - Envigado 0:0                         |
| 1 listopada 2014 | Independiente Medellín - La Equidad Bogotá 1:1        |
| 1 listopada 2014 | Fortaleza Zipaquirá - Atlético Nacional 1:0           |
| 1 listopada 2014 | Águilas Doradas Rionegro - Deportivo Pasto 2:0        |
| 2 listopada 2014 | Alianza Petrolera Barrancabermeja - Tolima Ibagué 0:1 |
| 2 listopada 2014 | Atlético Huila - Independiente Santa Fe 1:0           |
| 2 listopada 2014 | Millonarios FC - Uniautónoma Barranquilla 0:0         |
| 2 listopada 2014 | Patriotas Tunja - Boyacá Chicó Tunja 1:0              |
| 2 listopada 2014 | Atlético Junior - Once Caldas 2:0                     |

### Finalización 18
| Data             | Mecz                                             |
| ---------------- | ------------------------------------------------ |
| 2 listopada 2014 | Atlético Nacional - Patriotas Tunja 2:0          |
| 2 listopada 2014 | Boyacá Chicó Tunja - Independiente Medellín 3:1  |
| 2 listopada 2014 | Envigado - Alianza Petrolera Barrancabermeja 2:3 |
| 2 listopada 2014 | La Equidad Bogotá - Deportivo Cali 3:2           |
| 2 listopada 2014 | Once Caldas - Águilas Doradas Rionegro 1:2       |
| 2 listopada 2014 | Deportivo Pasto - Fortaleza Zipaquirá 1:1        |
| 2 listopada 2014 | Independiente Santa Fe - Atlético Junior 1:0     |
| 2 listopada 2014 | Tolima Ibagué - Millonarios FC 1:0               |
| 2 listopada 2014 | Uniautónoma Barranquilla - Atlético Huila 1:0    |

### Tabela końcowa turnieju Finalización 2014
| Poz | Klub                              | Mecze | Zw | Rem | Por | Pkt | BrZd | BrStr |
| --- | --------------------------------- | ----- | -- | --- | --- | --- | ---- | ----- |
| 1   | Independiente Santa Fe            | 18    | 9  | 4   | 5   | 31  | 24   | 13    |
| 2   | Independiente Medellín            | 18    | 9  | 3   | 6   | 30  | 29   | 21    |
| 3   | Atlético Nacional                 | 18    | 8  | 5   | 5   | 29  | 26   | 12    |
| 4   | Águilas Doradas Rionegro          | 18    | 9  | 2   | 7   | 29  | 23   | 21    |
| 5   | Once Caldas                       | 18    | 7  | 7   | 4   | 28  | 24   | 17    |
| 6   | Deportivo Cali                    | 18    | 8  | 4   | 6   | 28  | 25   | 25    |
| 7   | Tolima Ibagué                     | 18    | 7  | 7   | 4   | 28  | 23   | 25    |
| 8   | Atlético Huila                    | 18    | 7  | 6   | 5   | 27  | 25   | 18    |
| 9   | Alianza Petrolera Barrancabermeja | 18    | 7  | 6   | 5   | 27  | 17   | 16    |
| 10  | Patriotas Tunja                   | 18    | 7  | 5   | 6   | 26  | 19   | 24    |
| 11  | Boyacá Chicó Tunja                | 18    | 5  | 7   | 6   | 22  | 23   | 22    |
| 12  | Atlético Junior                   | 18    | 6  | 4   | 8   | 22  | 19   | 20    |
| 13  | Fortaleza Zipaquirá               | 18    | 5  | 6   | 7   | 21  | 17   | 21    |
| 14  | Envigado                          | 18    | 5  | 5   | 8   | 20  | 18   | 20    |
| 15  | Millonarios FC                    | 18    | 5  | 5   | 8   | 20  | 22   | 28    |
| 16  | Uniautónoma Barranquilla          | 18    | 4  | 6   | 8   | 18  | 15   | 23    |
| 17  | Deportivo Pasto                   | 18    | 3  | 9   | 6   | 18  | 15   | 23    |
| 18  | La Equidad Bogotá                 | 18    | 3  | 5   | 10  | 14  | 16   | 31    |

Klub Itagüí Ditaires w maju 2014 roku przeniósł się z miasta Itagüí do miasta Rionegro, i jednocześnie zmienił nazwę na Águilas Doradas.

### Finalización Cuadrangulares

#### Kolejka 1
| Data              | Mecz                                           |
| ----------------- | ---------------------------------------------- |
| 15 listopada 2014 | Independiente Medellín - Deportivo Cali 3:2    |
| 16 listopada 2014 | Independiente Santa Fe - Atlético Nacional 3:2 |
| 16 listopada 2014 | Atlético Huila - Once Caldas 2:1               |
| 16 listopada 2014 | Águilas Doradas Rionegro - Tolima Ibagué 2:2   |

#### Kolejka 2
| Data              | Mecz                                          |
| ----------------- | --------------------------------------------- |
| 13 listopada 2014 | Atlético Nacional - Atlético Huila 1:0        |
| 19 listopada 2014 | Once Caldas - Independiente Santa Fe 0:1      |
| 20 listopada 2014 | Deportivo Cali - Águilas Doradas Rionegro 2:2 |
| 20 listopada 2014 | Tolima Ibagué - Independiente Medellín 1:2    |

#### Kolejka 3
| Data              | Mecz                                                  |
| ----------------- | ----------------------------------------------------- |
| 22 listopada 2014 | Once Caldas - Atlético Nacional 1:0                   |
| 22 listopada 2014 | Atlético Huila - Independiente Santa Fe 3:3           |
| 23 listopada 2014 | Deportivo Cali - Tolima Ibagué 2:1                    |
| 23 listopada 2014 | Independiente Medellín - Águilas Doradas Rionegro 2:1 |

#### Kolejka 4
| Data              | Mecz                                                  |
| ----------------- | ----------------------------------------------------- |
| 29 listopada 2014 | Tolima Ibagué - Deportivo Cali 4:2                    |
| 29 listopada 2014 | Independiente Santa Fe - Atlético Huila 0:0           |
| 30 listopada 2014 | Atlético Nacional - Once Caldas 1:0                   |
| 30 listopada 2014 | Águilas Doradas Rionegro - Independiente Medellín 2:2 |

#### Kolejka 5
| Data           | Mecz                                          |
| -------------- | --------------------------------------------- |
| 6 grudnia 2014 | Independiente Santa Fe - Once Caldas 0:1      |
| 6 grudnia 2014 | Atlético Huila - Atlético Nacional 1:0        |
| 7 grudnia 2014 | Águilas Doradas Rionegro - Deportivo Cali 2:2 |
| 7 grudnia 2014 | Independiente Medellín - Tolima Ibagué 1:1    |

#### Kolejka 6
| Data            | Mecz                                           |
| --------------- | ---------------------------------------------- |
| 13 grudnia 2014 | Tolima Ibagué - Águilas Doradas Rionegro 1:2   |
| 13 grudnia 2014 | Deportivo Cali - Independiente Medellín 2:1    |
| 14 grudnia 2014 | Atlético Nacional - Independiente Santa Fe 0:1 |
| 14 grudnia 2014 | Once Caldas - Atlético Huila 1:2               |

#### Tabela grupy A
| Poz | Klub                   | Mecze | Zw | Rem | Por | Pkt | BrZd | BrStr |
| --- | ---------------------- | ----- | -- | --- | --- | --- | ---- | ----- |
| 1   | Independiente Santa Fe | 6     | 3  | 2   | 1   | 11  | 8    | 6     |
| 2   | Atlético Huila         | 6     | 3  | 2   | 1   | 11  | 8    | 6     |
| 3   | Atlético Nacional      | 6     | 2  | 0   | 4   | 6   | 4    | 6     |
| 4   | Once Caldas            | 6     | 2  | 0   | 4   | 6   | 4    | 6     |

Klub Independiente Santa Fe zajął wyższe miejsce w tabeli końcowej turnieju Finalización niż klub Atlético Huila.

#### Tabela grupy B
| Poz | Klub                     | Mecze | Zw | Rem | Por | Pkt | BrZd | BrStr |
| --- | ------------------------ | ----- | -- | --- | --- | --- | ---- | ----- |
| 1   | Independiente Medellín   | 6     | 3  | 2   | 1   | 11  | 11   | 9     |
| 2   | Deportivo Cali           | 6     | 2  | 2   | 2   | 8   | 12   | 13    |
| 3   | Águilas Doradas Rionegro | 6     | 1  | 4   | 1   | 7   | 11   | 11    |
| 4   | Tolima Ibagué            | 6     | 1  | 2   | 3   | 5   | 10   | 11    |

### Finalización Finalisima
| Independiente Medellín - Independiente Santa Fe 1:2 i 1:1 |
| 17 grudnia 2014 Independiente Medellín - Independiente Santa Fe 1:2 (1:0) Sędzia: Ulises Arrieta Bramki: 1:0 Germán Cano 37, 1:1 Francisco Meza 65, 1:2 Wilson Morelo 68 Corporación Deportiva Independiente Medellín (trener Hernán Torres Oliveros): Carlos Bejarano - Carlos Valencia, Andrés Mosquera, Hernán Pertúz, Vladimir Marín - Jherson Córdoba, Javier Calle (76 Elton Martins), John Hernández, Christian Marrugo - Yorley Mena, Germán Cano (k) Club Independiente Santa Fe (trener Gustavo Costas): Camilo Vargas (k) - Sergio Otálvaro, Yair Arrechea, Francisco Meza, Dairon Mosquera - Daniel Torres, Luis Manuel Seijas, Luis Carlos Arias (80 Yerry Mina), Omar Pérez (46 Armando Vargas) - Jefferson Cuero, Wilson Morelo (88 Ricardo Villarraga)   |
| 21 grudnia 2014 Independiente Santa Fe - Independiente Medellín 1:1 (0:0) Sędzia: Luis Sánchez Bramki: 1:0 Luis Carlos Arias 46, 1:1 Andrés Mosquera 89 Club Independiente Santa Fe (trener Gustavo Costas): Camilo Vargas (k) - Juan Daniel Roa, Yair Arrechea, Francisco Meza, Dairon Mosquera - Daniel Torres, Yulián Anchico, Luis Carlos Arias (73 Luis Manuel Seijas), Armando Vargas - Jefferson Cuero (90 Omar Pérez), Wilson Morelo (86 Yerry Mina) Corporación Deportiva Independiente Medellín (trener Hernán Torres Oliveros): Carlos Bejarano - Carlos Valencia, Andrés Mosquera, Diego Herner, Vladimir Marín - Jherson Córdoba, Javier Calle (69 Daniel Hernández), John Hernández, Christian Marrugo - Yorley Mena (66 Alfredo Morelos), Germán Cano (k) |

Mistrzem Kolumbii turnieju Finalización został klub Independiente Santa Fe, natomiast wicemistrzem - klub Independiente Medellín.

## Reclasificación 2014
Klasyfikacja całego sezonu ligi kolumbijskiej - łączny dorobek klubów w turniejach Apertura i Finalización.
| Poz | Klub                              | Mecze | Zw | Rem | Por | Pkt | BrZd | BrStr |
| --- | --------------------------------- | ----- | -- | --- | --- | --- | ---- | ----- |
| 1   | Independiente Santa Fe            | 48    | 23 | 13  | 12  | 82  | 65   | 42    |
| 2   | Atlético Nacional                 | 48    | 24 | 9   | 15  | 81  | 75   | 45    |
| 3   | Once Caldas                       | 44    | 17 | 15  | 12  | 66  | 58   | 45    |
| 4   | Águilas Doradas Rionegro          | 44    | 18 | 11  | 15  | 65  | 57   | 58    |
| 5   | Atlético Junior                   | 42    | 18 | 10  | 14  | 64  | 44   | 41    |
| 6   | Independiente Medellín            | 44    | 17 | 12  | 15  | 63  | 68   | 63    |
| 7   | Millonarios FC                    | 40    | 16 | 11  | 13  | 59  | 51   | 44    |
| 8   | Atlético Huila                    | 42    | 15 | 12  | 15  | 57  | 56   | 50    |
| 9   | Deportivo Cali                    | 42    | 15 | 10  | 17  | 55  | 53   | 60    |
| 10  | Alianza Petrolera Barrancabermeja | 36    | 15 | 9   | 12  | 54  | 40   | 44    |
| 11  | Tolima Ibagué                     | 42    | 12 | 14  | 16  | 50  | 51   | 64    |
| 12  | Envigado                          | 38    | 14 | 6   | 18  | 48  | 47   | 50    |
| 13  | Boyacá Chicó Tunja                | 36    | 12 | 11  | 13  | 47  | 42   | 38    |
| 14  | Patriotas Tunja                   | 36    | 12 | 9   | 15  | 45  | 39   | 54    |
| 15  | La Equidad Bogotá                 | 38    | 10 | 12  | 16  | 42  | 34   | 50    |
| 16  | Deportivo Pasto                   | 36    | 7  | 17  | 12  | 38  | 43   | 49    |
| 17  | Fortaleza Zipaquirá               | 36    | 8  | 14  | 14  | 38  | 39   | 47    |
| 18  | Uniautónoma Barranquilla          | 36    | 8  | 11  | 17  | 35  | 35   | 53    |

## Spadek do II ligi
Bezpośrednio do II ligi spadł klub Fortaleza Zipaquirá, natomiast klub Uniautónoma Barranquilla musiał rozegrać mecze barażowe z wicemistrzem II ligi.
| Data            | Mecz                                           |
| --------------- | ---------------------------------------------- |
| 17 grudnia 2014 | Quindío Armenia - Uniautónoma Barranquilla 0:0 |
| 20 grudnia 2014 | Uniautónoma Barranquilla - Quindío Armenia 2:0 |

Klub Uniautónoma Barranquilla zachował swoje miejsce w I lidze.
Do I ligi awansował mistrz II ligi Jaguares de Córdoba Montería.

## Turniej promocyjny
W związku z decyzją o zwiększeniu I ligi z 18 do 20 drużyn rozegrano w styczniu 2015 roku dodatkowy turniej, w którym 8 uczestników walczyło o dwa dodatkowe miejsca w I lidze.

### Grupa A
| Poz | Klub                 | Mecze | Zw | Rem | Por | Pkt | BrZd | BrStr |
| --- | -------------------- | ----- | -- | --- | --- | --- | ---- | ----- |
| 1   | Cúcuta               | 3     | 2  | 1   | 0   | 7   | 8    | 3     |
| 2   | Quindío Armenia      | 3     | 2  | 1   | 0   | 7   | 6    | 4     |
| 3   | Atlético Bucaramanga | 2     | 0  | 0   | 2   | 0   | 0    | 3     |
| 4   | Real Cartagena       | 2     | 0  | 0   | 2   | 0   | 1    | 5     |

### Grupa B
| Poz | Klub              | Mecze | Zw | Rem | Por | Pkt | BrZd | BrStr |
| --- | ----------------- | ----- | -- | --- | --- | --- | ---- | ----- |
| 1   | Deportivo Tuluá   | 3     | 1  | 2   | 0   | 5   | 4    | 2     |
| 2   | Unión Magdalena   | 3     | 1  | 2   | 0   | 5   | 1    | 0     |
| 3   | América Cali      | 3     | 0  | 2   | 1   | 2   | 2    | 3     |
| 4   | Deportivo Pereira | 3     | 0  | 2   | 1   | 2   | 2    | 4     |